# Раскова, Марина Михайловна
Мари́на Миха́йловна Раско́ва (в девичестве Малинина; 15 (28) марта 1912, Москва — 4 января 1943, Саратовская область) — советская лётчица-штурман, майор Военно-воздушных сил Красной армии, одна из первых женщин, удостоенных звания Героя Советского Союза (1938).

## Биография
Родилась 28 марта 1912 года в Москве. Русская. Отец — Малинин Михаил Дмитриевич (1853—1919) — артист оперы (баритон) и антрепренёр, вокальный педагог, умер в Москве в октябре 1919 года вследствие несчастного случая в возрасте 66 лет (был сбит мотоциклом). Мать — Анна Спиридоновна (в девичестве Любатович; 1882 — после 1954) — с 1905 по 1932 год работала учителем средней школы в городах Торжке, Вязьме и Москве. После выхода на пенсию жила в семье Марины Расковой.
Марина воспитывалась с братом Романом (1908—1989), будущим радиоинженером. Другой брат Борис (1889—1949) — русский учёный-кораблестроитель, автор первых советских проектов подводных лодок типов «Декабрист», «Ленинец», «Щука». Лауреат Сталинской премии первой степени. Окончила среднюю школу № 32 в Москве в 1928 году.
Училась в Московской консерватории. Работала практиканткой в лаборатории анилинокрасочного завода. В апреле 1929 года вышла замуж за инженера этого же завода Сергея Ивановича Раскова и прервала работу до октября 1931 года вследствие рождения дочери Татьяны; развелась в октябре 1935 года.
С октября 1931 года — лаборантка аэронавигационной лаборатории Военно-воздушной академии имени Н. Е. Жуковского. Работала штурманом в Черноморской аэрографической экспедиции, провела масштабную аэрофотосъемку для устройства пассажирской гидроавиалинии Одесса — Батуми.
В 1934 году окончила экстерном Ленинградский институт инженеров гражданского воздушного флота, работала инструктором-летнабом (лётчик-наблюдатель) аэронавигационной лаборатории Военно-воздушной академии имени Н. Е. Жуковского.
В том же 1935 году окончила школу пилотов на аэродроме Тушино. С осени 1935 года — инструктор по «слепым» полётам штурманской кафедры Военно-воздушной академии имени Н. Е. Жуковского и преподаватель штурманского дела на курсах усовершенствования начальствующего состава. В 1937—1939 годах — штатный консультант в НКВД СССР.
Рекорды в авиации 1930-х гг. считались вершиной лётного мастерства: пилоты разных стран соревновались, кто пролетит дальше всех, выше всех и быстрее всех.
В 1937 году Раскова в качестве штурмана участвовала в установлении мирового авиационного рекорда дальности на самолёте АИР-12; в 1938 году — в установлении трёх мировых авиационных рекордов дальности на гидросамолёте МП-1.
24 октября 1937 г. Раскова вместе с Гризодубовой установили рекорд дальности по прямой (Москва — Актюбинск) среди лёгких самолётов 1-й категории.
24 мая 1938 г. экипаж в составе Осипенко, Ломако и Расковой показал лучший результат по дальности полёта по замкнутой линии в классе «С-бис» среди гидросамолётов (круговой полёт из Севастополя через Херсонес, Евпаторию и Очаков).
2 июля 1938 г. экипаж в таком же составе за десять с лишним часов с нагрузкой в 5,5 т преодолел расстояние в 2372 км, установив рекорд дальности по прямой и ломаной линиям (по маршруту Севастополь — Архангельск).

### Первые женщины — Герои Советского Союза
24—25 сентября 1938 года на самолёте АНТ-37 «Родина» (командир — В. С. Гризодубова, второй пилот — П. Д. Осипенко) совершила беспосадочный перелёт Москва — Дальний Восток (село Керби) протяжённостью 6450 км (по прямой — 5910 км), длившийся более 26 часов. В ходе перелёта был установлен женский мировой авиационный рекорд дальности полёта, после чего самолёт взял курс на Комсомольск-на-Амуре, куда долететь ему не удалось из-за нехватки топлива.
Была совершена вынужденная посадка на фюзеляж (без выпуска шасси), от чего могла пострадать кабина штурмана. Штурман Раскова по приказу Гризодубовой выпрыгнула с парашютом в тайгу (поскольку штурманская кабина находилась в носу самолёта, и при вынужденной посадке в тайге возникала опасность для жизни штурмана). Имела всего две плитки шоколада в кармане. Была найдена только через 10 суток. Самолёт АНТ-37 «Родина» был впоследствии спасён, его перегнали в Комсомольск-на-Амуре, где он находился в эксплуатации в годы Великой Отечественной войны.
За выполнение этого перелёта и проявленные при этом мужество и героизм 2 ноября 1938 года Марине Михайловне Расковой присвоено звание Героя Советского Союза с вручением ордена Ленина, а после учреждения знака особого отличия ей была вручена медаль «Золотая Звезда» № 106.

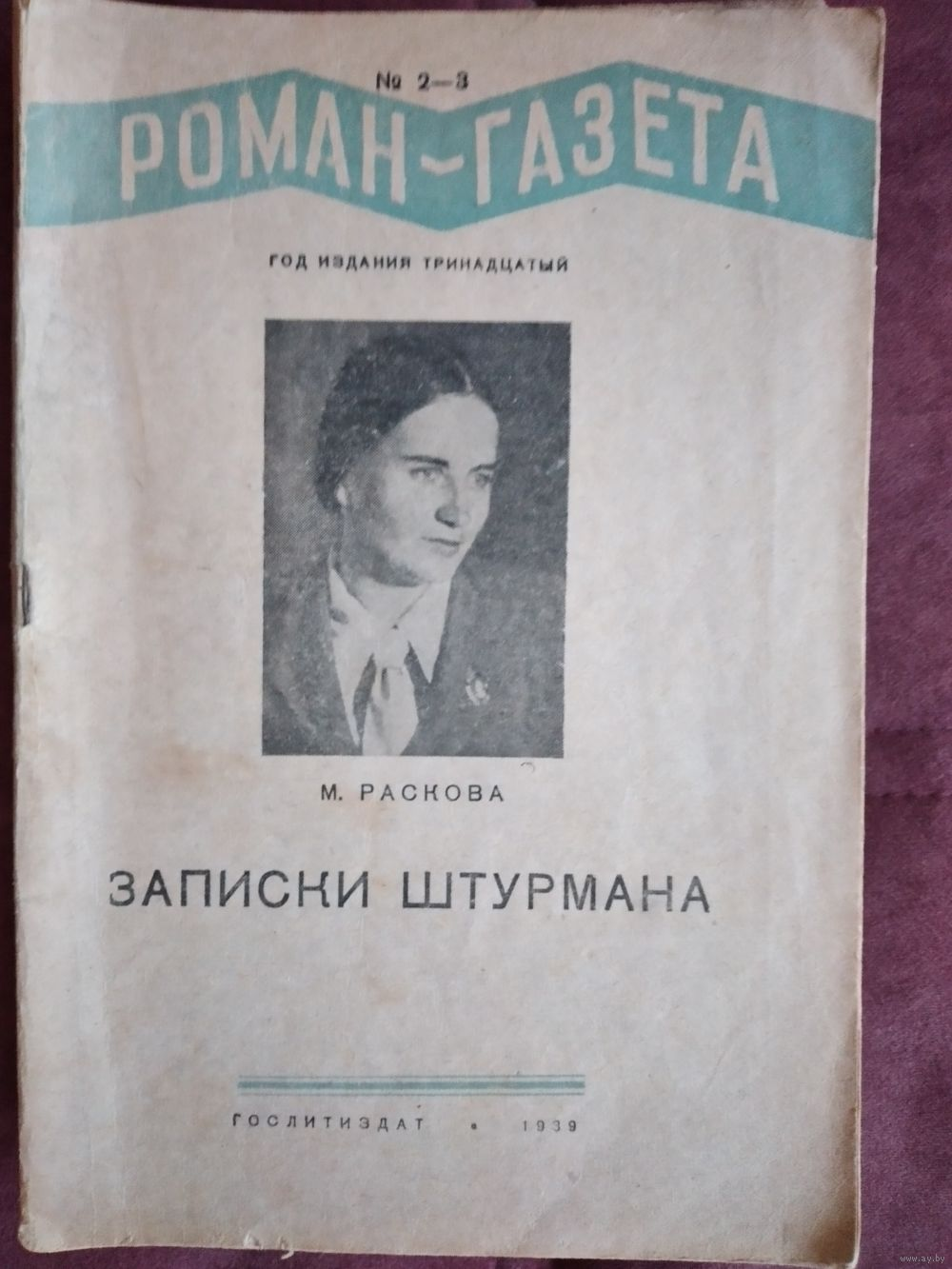
Обложка первого издания «Записок штурмана», 1939 год

Гризодубова, Раскова и Осипенко получили звание Героев Советского Союза за полёт на АНТ-37 «Родина». Это звание было присвоено женщинам впервые в истории.
В 1939 году издательством Молодая гвардия была выпущена книга Марины Расковой «Записки штурмана».

### Служба в Красной армии
С 1937 года находилась в штате НКВД: в феврале 1937 года — феврале 1939 года — штатный консультант, затем уполномоченный Особого отдела Главного управления государственной безопасности НКВД СССР, с февраля до марта 1941 года — в особом отделе 3-го (авиационного) Управления Народного комиссариата обороны СССР, старший лейтенант госбезопасности. Жила в Москве.
Когда началась Великая Отечественная война, Раскова использовала своё положение и личные контакты со Сталиным, чтобы добиться разрешения на формирование женских боевых частей. Тогда же была переведена из НКВД в Красную Армию.
15 октября 1941 года с одобрения Ставки ВГК (приказ НКО СССР № 0099 от 08.10.41) и с поддержкой Центрального комитета ВЛКСМ в городе Энгельсе сформировала из лётчиц, подготовленных аэроклубами, школами Гражданского воздушного флота и Осоавиахима, авиагруппу из трёх женских авиаполков: 586-го истребительного (Як-1), 587-го бомбардировочного (Пе-2) и 588-го ночного бомбардировочного (По-2), последний носил неофициальное название — «Ночные ведьмы». Позднее Раскова была назначена командиром 587-го бомбардировочного авиаполка. Её боевыми подругами были лётчицы А. Высоцкая, Г. Докутович, Е. Крутова, Е. Саликова, В. Полунина, Г. Каширина, С. Рогова, Е. Сухорукова.
Первоначально полк был укомплектован устаревшими самолётами Су-2, уже снятыми с производства. Решать вопрос о перевооружении полка Марина Раскова направилась к Народному комиссару авиационной промышленности А. И. Шахурину. Вскоре полк одним из первых получил новейший бомбардировщик Пе-2, первые 20 из которых прибыли в часть в июле 1942 года.
Во время войны 587-й бомбардировочный авиационный полк был переименован в 125-й гвардейский пикировочно-бомбардировочный авиационный имени Марины Расковой Борисовский орденов Суворова и Кутузова полк (приказ НКО СССР № 265 от 03.09.1943 года и директива ГШ № Орг/10/138919 от 04.09.1943 года); 588-й ночной бомбардировочный авиационный полк был преобразован в 46-й гвардейский ночной бомбардировочный Таманский Краснознамённый ордена Суворова авиационный полк (приказ НКО СССР № 64 от 08.02.1943 года).
22 ноября 1942 года М. М. Раскова доложила командующему ВВС Приволжского военного округа, что 587-й БАП, третий среди женских, готов к боевой работе. В начале января 1943 года, после года напряжённой учёбы, он вылетел на фронт, под Сталинград.
Проводив 1-ю эскадрилью на фронт, Раскова 28 декабря на самолёте УТ-2 возвратилась обратно на аэродром, где оставался её Пе-2, а также ещё два экипажа 1-й эскадрильи, лётчиц Губиной и Ломановой, чьи самолёты были неисправны. М. Раскова решила дождаться их ремонта и проконтролировать отправку на фронт. Из-за сильного ветра и пурги экипажам Расковой, Губиной и Ломановой удалось вылететь только в 14 часов 01 мин 4 января 1943 года. По пути группа попала в густую низкую облачность. Примерно в 17 часов 56 мин Раскова дала сигнал на пробивание облаков и первая вошла в облака. Благополучно совершить посадку на правом берегу Волги удалось только самолёту Губиной, экипаж которой днём 5 января вышел к деревне Ищейкино. Накануне вечером в соседнюю деревню вышел в полном составе и экипаж Ломановой (две женщины и двое мужчин).
Утром 7 января 1943 года экипаж Губиной обнаружил недалеко от села Михайловка Саратовского района разбитый Пе-2 Расковой. Вместе с Расковой погибли штурман — Хиль Кирилл Ильич, стрелок-радист — Ерофеев Николай Николаевич и инженер полка — Круглев Владимир Иванович.
Тело Марины Расковой было кремировано, урна с прахом была с воинскими почестями захоронена 12 января в Кремлёвской стене на Красной площади в Москве.

### Расследование причин катастрофы
Расследованием обстоятельств гибели М. Расковой занялась Главная военная прокуратура Красной армии. По её инициативе было принято решение об образовании экспертной комиссии под руководством заместителя начальника управления формирования и боевой подготовки Б. А. Смирнова. В состав комиссии также вошли офицеры управлений штаба ВВС, в том числе, военные метеорологи.
В ходе расследования комиссия установила, что суммарный налёт М. Расковой составлял всего 30 часов на самолётах У-2 и СБ в лётной школе, а также 30 часов на самолёте Пе-2 в полку, вследствие чего она была малоопытным пилотом.
15 февраля 1943 года комиссия завершила свою работу. В итоговом заключении причинами трагедии были названы неудовлетворительная организация руководства перелётом со стороны отдела перелётов штаба ВВС и личная недисциплинированность майора М. М. Расковой. Было установлено, что при подготовке и осуществлении полёта М. Раскова нарушила требования целого ряда нормативных документов.

## Отзывы
«Она была хрупкой женщиной, но могла своим крошечным кулачком постучать по столу… Она нас учила: „Женщина может все!“. Эти слова стали моим девизом на всю жизнь». Ирина Ракобольская. 

## Награды
- Медаль «Золотая Звезда» Героя Советского Союза (№ 106);
- два ордена Ленина (15.07.1938[14], 02.11.1938);
- орден Отечественной войны 1-й степени (30.09.1944, посмертно)[15];
- Нагрудный знак «Заслуженный сотрудник НКВД» (1940).
- медали.

## Сочинения
- Раскова М. М. Записки штурмана. — М.: Молодая гвардия, 1939.

## Адрес в Москве
- ул. Горького, д. 6, корп. 1, кв. 60

## Память

Памятник Марине Расковой скульптор Андрей Щербаков

Жизнь Марины Расковой подробно исследована в монографии Марии Лукояновой «Марина Раскова. За страницами „Записок штурмана“».

Памятник Марине Расковой скульптор Евгений Тимофеев

- Школа № 93 города Саратова носит имя М. М. Расковой. Более 50 лет на базе школы работает Музей боевой славы, посвящённый трём женским авиаполкам, которые в годы ВОВ были сформированы на Саратовской земле Расковой[16]. Возле школы на улице Ароновой был возведён памятник М. М. Расковой и торжественно открыт в День Победы 9 мая 1968 г.

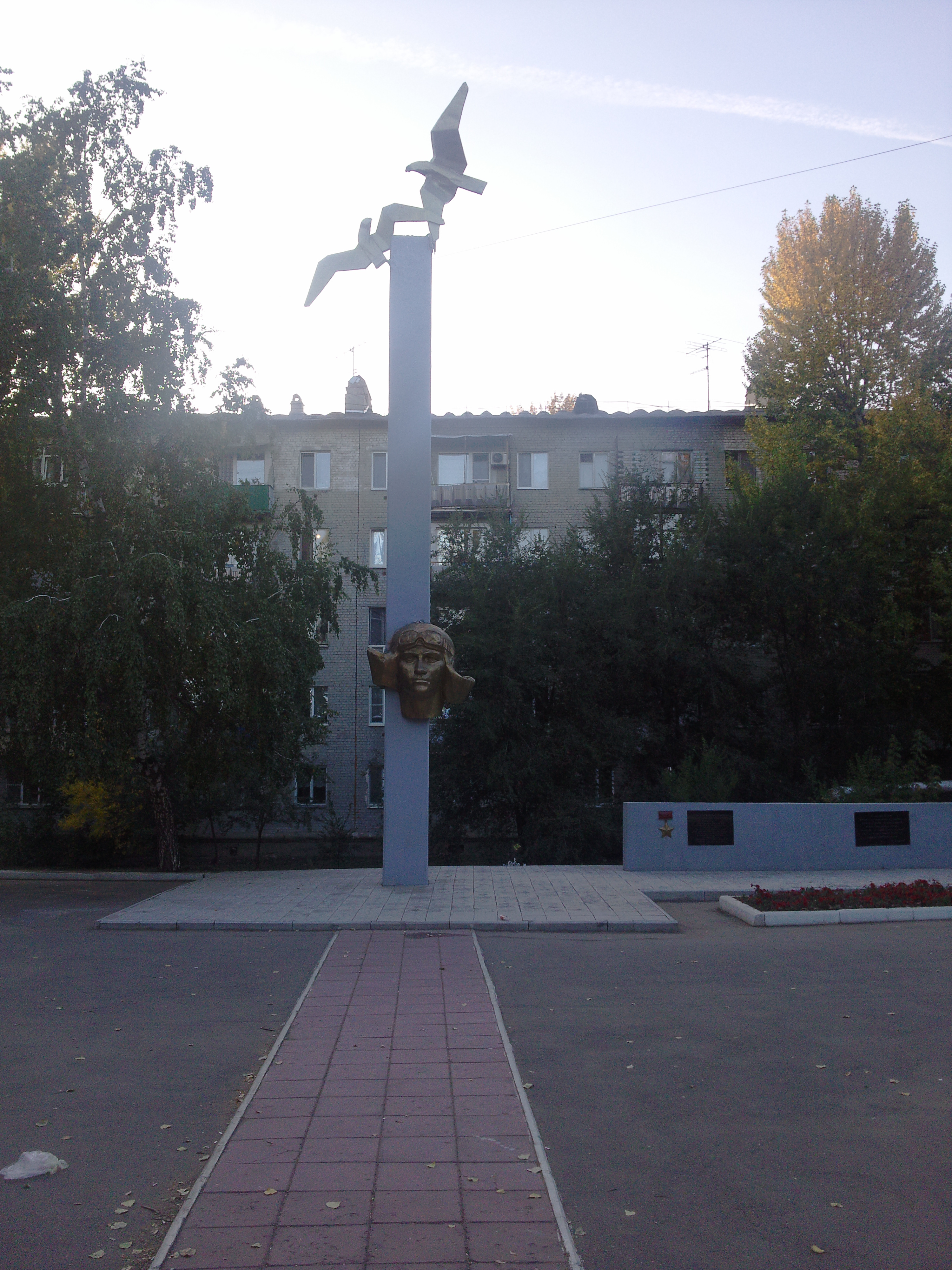
Памятник М. М. Расковой (общий вид)
Памятник М. М. Расковой (крупный план)
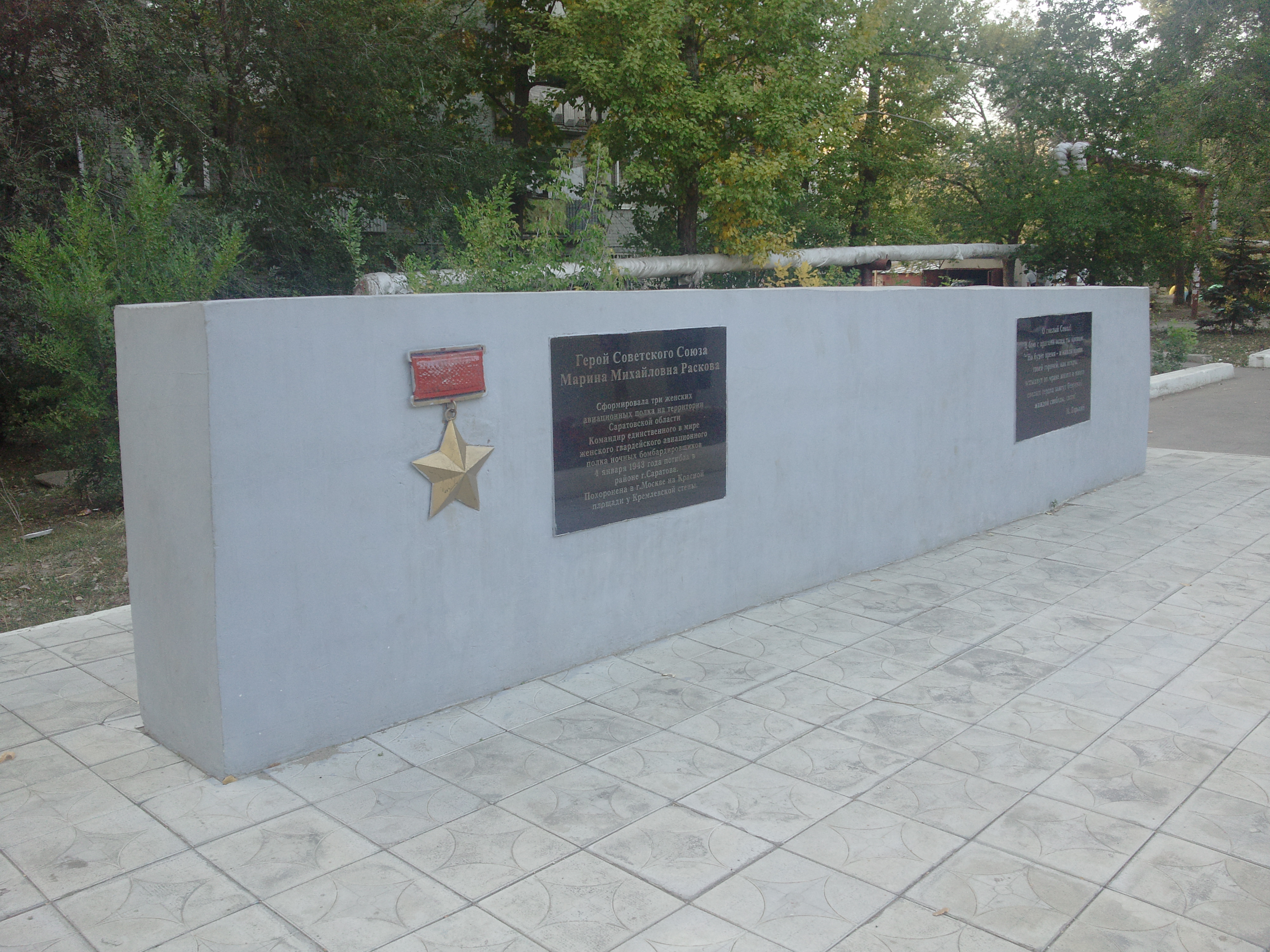
Памятник М. М. Расковой (надпись)

- В Энгельсе, где в годы войны базировались три женских полка Марины Расковой, рядом с гарнизонным Домом офицеров в 1953 г. был установлен памятник отважной лётчице, скульптор Евгений Тимофеев. В 2020 г. памятник был отреставрирован и перенесён в сквер Марины Расковой в Заводском районе Саратова[17].
- В Борисове в Минской области в средней школе 17 имеется музей имени М.Расковой, посвященный Великой Отечественной войне[18].

28 января 2020 г. в Лётном городке-1 города Энгельса был установлен новый памятник Марине Расковой, скульптор Андрей Щербаков.
- Лётчица-рекордсменка М. Л. Попович написала стихотворение, посвящённое М. Расковой[5]
- В декабре 2021 года памятник открыт на территории транспортного авиационного полка Центрального военного округа в Екатеринбурге[20].

В честь Марины Расковой названы:
- посёлок Расково в Саратовском районе Саратовской области;

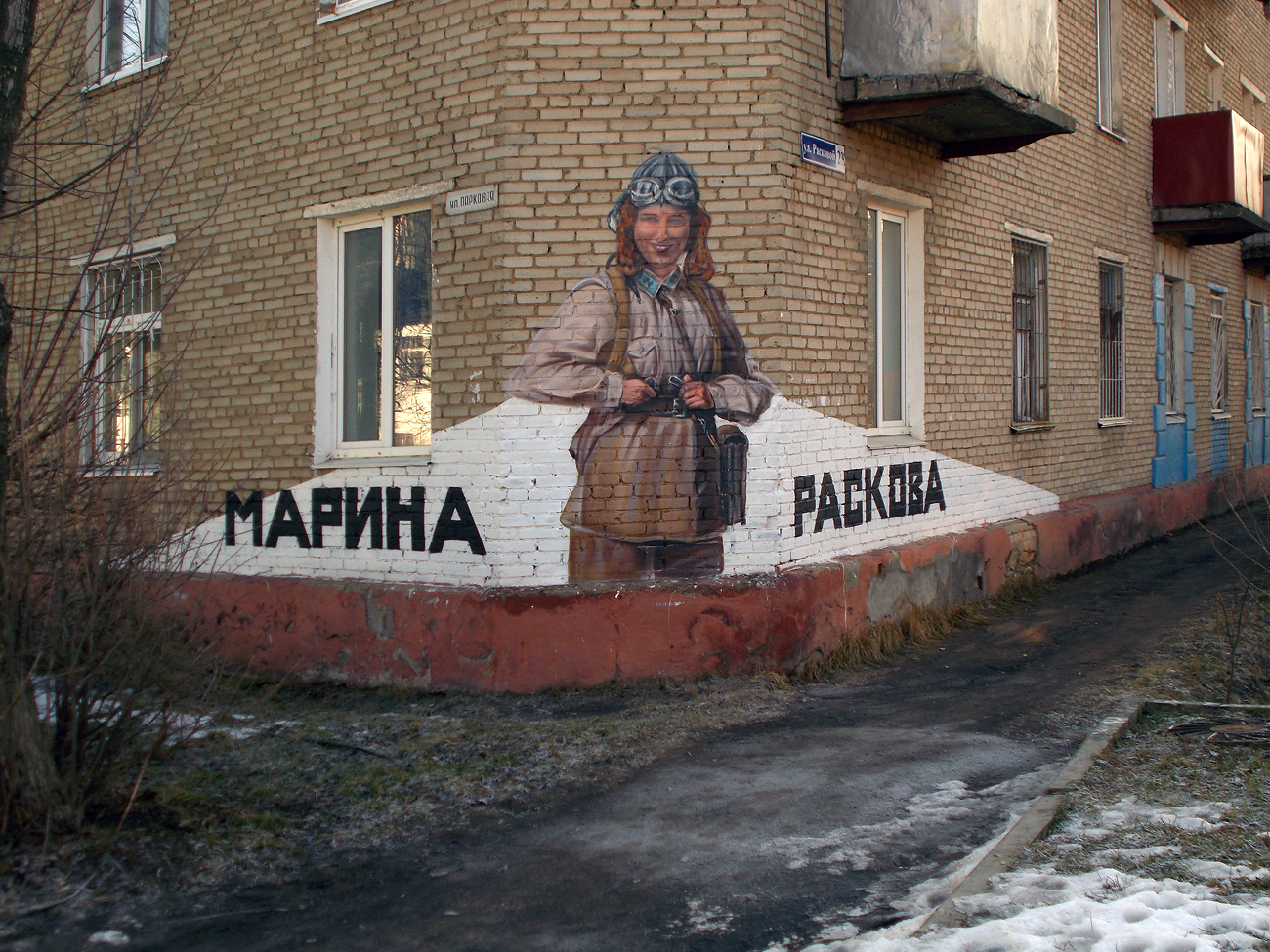
Улица Марины Расковой в Электростали

- улицы и переулки во многих городах бывшего СССР, в том числе площадь и улица в Москве (САО);

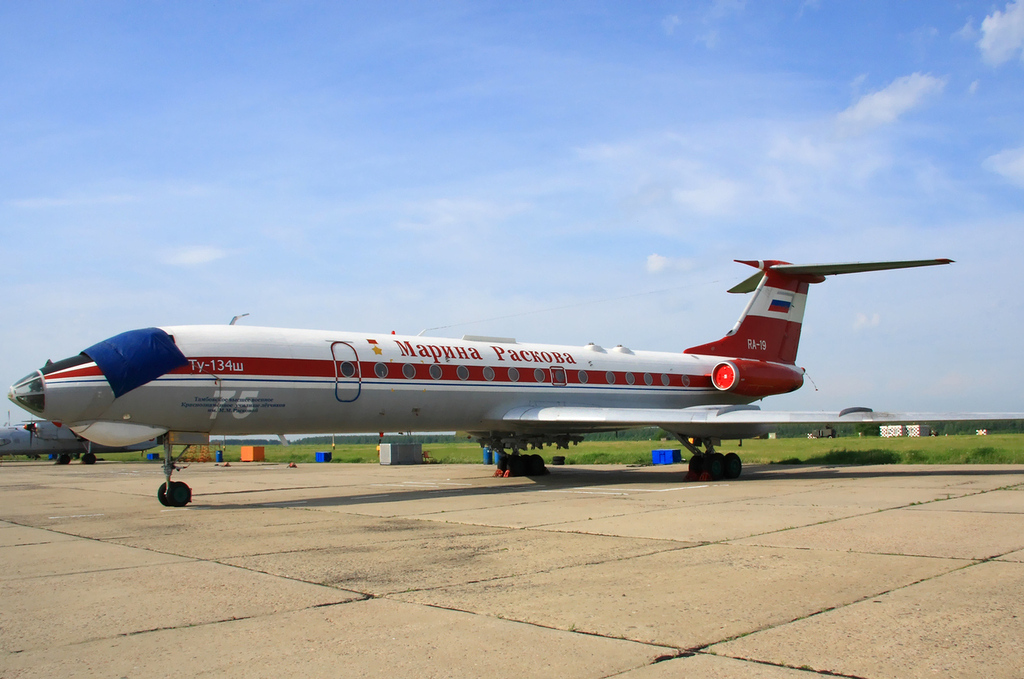
Ту-134Ш «Марина Раскова» на 1449-й авиабазе Тамбова

- Тамбовское высшее военное авиационное училище лётчиков (там же установлен бюст);
- 125-й гвардейский Борисовский орденов Суворова и Кутузова пикировочно-бомбардировочный авиаполк;
- грузо-пассажирский пароход «Марина Раскова» (американский транспорт типа «Либерти»), спущенный на воду в июне 1943 года и действовавший до гибели в Карском море 12 августа 1944 года;
- пассажирский теплоход «проекта 305» на Волге (с 1996 года под именем «Бригантина» и использовался в качестве плавучей гостиницы и ресторана в Уфе, в настоящее время находится в затоне Уфимского судоремонтного завода).
- транспортный рефрижератор, построенный в 1971 году по заказу СССР на Гданьской судоверфи им. Ленина (ПНР, г. Гданьск)[21].
- самолёт для тренировок штурманов дальней и фронтовой бомбардировочной авиации типа Ту-134Ш;
- посёлок в Сусуманском районе Магаданской области.
- К 100-летию со дня рождения М. Расковой Саратовский филиал Почты России инициировал выпуск художественного маркированного конверта и односторонней почтовой карточки, на которых изображён памятник Расковой, установленный в Лётном городке города Энгельса[22][23].
- В Кишинёве (Молдавия) улица, ранее носившая имя Марины Расковой, переименована в улицу Надежды Руссо — первой румынской женщины-авиатора[24].
- В Кривом Роге (Днепропетровская область, Украина) переулки 2-й и 3-й Марины Расковой, переименованы в переулок Ежевичный (укр. Ожиновий) и Цветущий (укр. Квітучий). Также улица Марины Расковой была переименована в Алексеевскую[25].

### В филателии

Почтовый конверт и марки
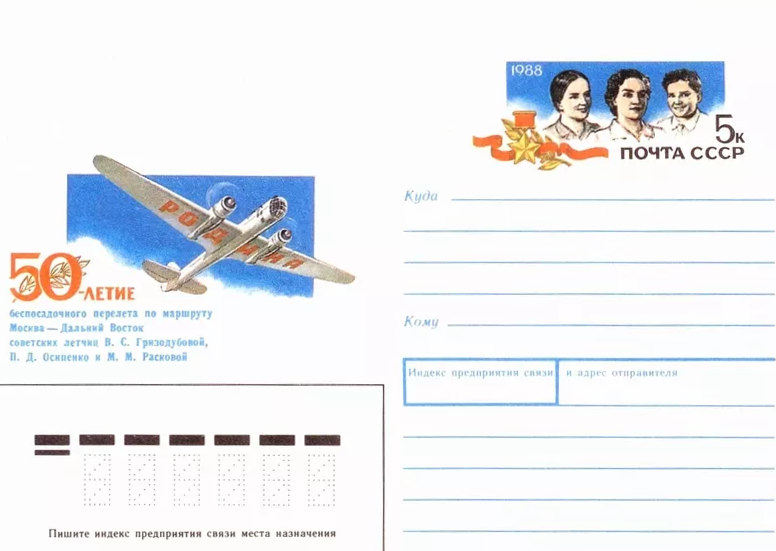
Почтовый конверт СССР: 50-летие полёта Москва — Дальний Восток
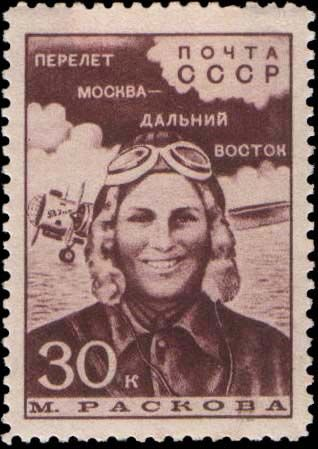
Почтовая марка СССР
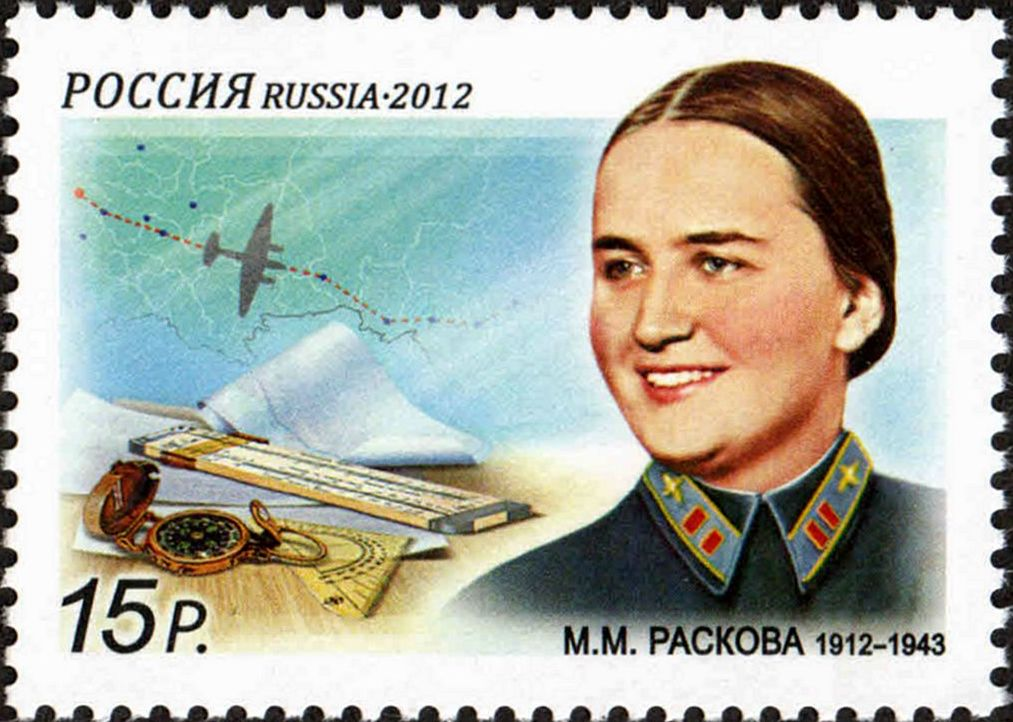
Почтовая марка России, выпущенная к 100-летию Расковой
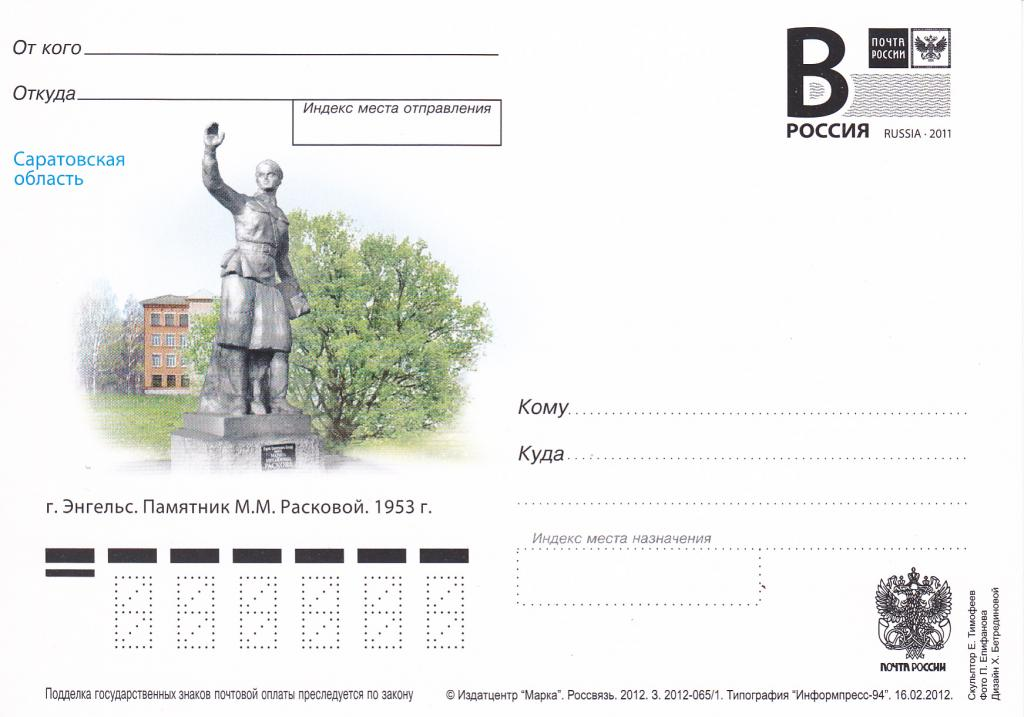
Почтовая карточка России: г. Энгельс. Памятник Расковой. 1953 год.
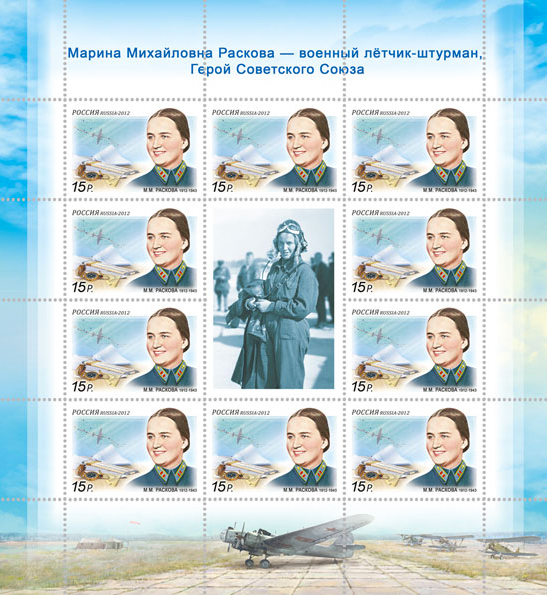